# Filip Rudzik
Filip Sjarheevič Rudzik (in bielorusso Філіп Сяргеевіч Рудзік?, in russo Филипп Сергеевич Рудик?, Filipp Sergeevič Rudik; Leningrado, 22 marzo 1987) è un calciatore bielorusso, centrocampista del DMedia Minsk.

## Carriera

### Club
Dopo aver giocato dal 2005 al 2010 nel Naftan, con cui conta 100 presenze e 22 gol, si trasferisce al BATĖ Borisov.

### Nazionale
Conta 4 presenze con la nazionale bielorussa.

## Palmarès

### Club

#### Competizioni nazionali
- Coppa di Bielorussia: 1

Naftan: 2008-2009
- Supercoppa di Bielorussia: 1

BATĖ Borisov: 2011
- Campionato bielorusso: 2

BATĖ Borisov: 2011, 2012